# Génesis Collazo
Génesis Collazo (ur. 4 października 1992) – portorykańska siatkarka, grająca jako środkowa. Obecnie występuje w drużynie Pinkin de Corozal.